# Hallowed Ground (film)
Hallowed Ground è un film statunitense di genere horror del 2007, diretto da David Benullo.

## Trama
Elizabeth "Liz" Chambers resta bloccata nella città di Hope e scopre che il suo arrivo era stato predetto un secolo prima dal pastore della città. La ragazza incontra la reporter Sarah Austin, in città per indagare sulla leggenda degli spaventapasseri viventi, persone che, un tempo, venivano inchiodate a delle croci di legno in mezzo ai campi, finché una ragazza non avvertì gli abitanti della vicina città di Liberty. Questi, sconvolti, crocifissero il pastore, che aveva permesso gli omicidi. L'uomo, tuttavia, minacciò la propria rinascita.

## Produzione e distribuzione
David Benullo scrisse Hallowed Ground in tre settimane, verso la fine degli anni Novanta. Inviò la sceneggiatura ad alcune case produttrici, che lo apprezzarono ma che non vollero lavorare con un regista alle prime armi. Nel 2007, Dan Grodnik lesse il copione e decise di produrre Hallowed Ground come primo film nella neonata Mass Hysteria.
Il film fu distribuito direct-to-video il 9 ottobre 2007 e successivamente trasmesso sul canale Sci-Fi Channel.